# Elżbieta Błoszyk
Elżbieta Maria Błoszyk (ur. 17 września 1947 w Poznaniu, zm. 15 czerwca 1999) – polska farmaceutka, fitochemik, w latach 1996–1999 kierownik Katedry i Zakładu Roślin Leczniczych Akademii Medycznej w Poznaniu.

## Życiorys
Elżbieta Błoszyk była wychowanką profesora Bohdana Drożdża. Stopień doktora nauk farmaceutycznych uzyskała w 1976, habilitację w 1992 roku. Była członkiem międzynarodowego zespołu badawczego powołanego wspólnie przez Instytut Chemii Organicznej i Biochemii w Pradze oraz Akademię Medyczną w Poznaniu. Zajmowała się izolowaniem i badaniem struktury oraz właściwości laktonów seskwiterpenowych u przedstawicieli rodziny astrowatych. Współpracowała przy tym zagadnieniu także z Instytutem Biologii i Chemii Uniwersytetu Ottawy oraz laboratoriami przedsiębiorstwa BASF. Była autorką lub współautorką ponad 40 prac doświadczalnych, kilkunastu opracowań monograficznych i prac popularyzatorskich.
W 1996 roku została kierownikiem Katedry i Zakładu Roślin Leczniczych Akademii Medycznej w Poznaniu. Wprowadziła do programu zajęć katedry wykłady z podstaw kosmetologii, przyczyniła się także do odbudowy ogrodu farmakognostycznego. W 1997 roku uzyskała tytuł profesora zwyczajnego. Zmarła po ciężkiej chorobie 15 czerwca 1999 roku.